# Distrikt Chontalí
Der Distrikt Chontalí liegt in der Provinz Jaén in der Region Cajamarca im Norden Perus. Der Distrikt wurde am 28. Dezember 1943 gegründet. Er besitzt eine Fläche von 461 km². Beim Zensus 2017 wurden 10.260 Einwohner gezählt. Im Jahr 1993 lag die Einwohnerzahl bei 10.496, im Jahr 2007 bei 10.118. Sitz der Distriktverwaltung ist die 1622 m hoch gelegene Ortschaft Chontalí mit 1849 Einwohnern (Stand 2017). Chontalí befindet sich 32 km westnordwestlich der Provinzhauptstadt Jaén.

## Geographische Lage
Der Distrikt Chontalí befindet sich in der peruanischen Westkordillere im zentralen Nordwesten der Provinz Jaén. Der Distrikt umfasst das obere Einzugsgebiet des Río Huayllabamba, linker Nebenfluss des Río Chamaya. Der Río Huayllabamba durchquert den Distrikt in südöstlicher Richtung.
Der Distrikt Chontalí grenzt im Südwesten an den Distrikt San Felipe, im Westen an den Distrikt Sallique, im Nordwesten an den Distrikt Tabaconas (Provinz San Ignacio), im Nordosten an den Distrikt San José del Alto, im äußersten Osten an den Distrikt Jaén sowie im Süden an die Distrikte Colasay und Pomahuaca.

## Ortschaften
Neben dem Hauptort gibt es folgende größere Ortschaften im Distrikt:
- Hualatan
- Pachapiriana
- Rumisapa